# Ernst Haberbier

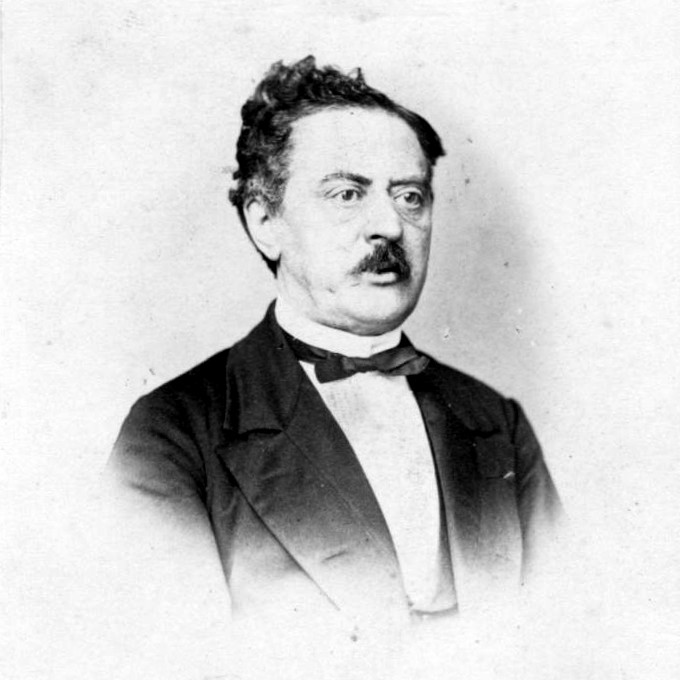
Ernst Haberbier

Ernst Haberbier (eigentlich Jean Henri Ernest Haberbier, * 5. Oktober 1813 in Königsberg; † 12. März 1869 in Bergen, Norwegen) war ein deutscher Pianist und Komponist.

## Leben
Haberbier erhielt Klavierunterricht von seinem Vater. Mit 19 Jahren zog er nach Sankt Petersburg, wo er sich als Konzertpianist einen Namen machte. 1847 wurde er zum kaiserlich-russischen Hofpianisten ernannt.
Seine letzten Lebensjahre verbrachte er in Bergen.
Er schrieb vor allem Klavierstücke (Etudes poésies u. a.) und unternahm zahlreiche Konzertreisen.